# بوب لويس
بوب لويس (بالإنجليزية: Bob Lewis)‏ هو سياسي أمريكي، ولد في 15 فبراير 1925 في دير بارك في الولايات المتحدة، وتوفي في 27 مارس 2015 في سبوكين في الولايات المتحدة. حزبياً، نشط في الحزب الجمهوري.